# Serotonine (roman)
Serotonine (oorspronkelijke Franse titel: Sérotonine) is een roman van Michel Houellebecq uit 2019, die in hetzelfde jaar in het Nederlands verscheen. De titel verwijst naar de gelijknamige neurotransmitter, die in verband wordt gebracht met geluksgevoel en depressie, en waarvan in deze roman de aanmaak zou worden gestimuleerd door het fictieve antidepressivum Captorix.
Zoals eerder Platform (2001) en Onderworpen (2015) wordt ook Serotonine als profetisch gezien; Houellebecq voorzag in zijn boek de protestbeweging van de gele hesjes, nog voordat die eind 2018 in Frankrijk losbarstte. De roman toont Franse boeren die worstelen om te overleven te midden van mondialisering, agribusiness en EU-beleid. De uitzichtloze wereld van de boeren wordt beschreven vanuit het gezichtspunt van een depressieve verteller, die gekweld wordt door wroeging en spijt, en die zich alleen nog staande weet te houden door zijn dagelijkse dosis Captorix. Zijn conclusie luidt: "Niemand in het Westen zal nog gelukkig zijn."

## Inhoud

### Opbouw
De roman telt 303 pagina's (Nederlandstalige editie) en bestaat uit korte, ongenummerde en titelloze hoofdstukken. De meeste hoofdstukken zijn verdeeld in paragrafen, door middel van een witregel van elkaar gescheiden. Het begin van een nieuw hoofdstuk wordt aangegeven door middel van een kwart blanco pagina. Het eerste en laatste hoofdstuk beginnen met dezelfde zin: "Het is een wit, ovaal, deelbaar tabletje." Het eerste hoofdstuk beschrijft de samenstelling en werking van het (niet bestaande) antidepressivum Captorix, de stimulerende invloed ervan op het serotoninegehalte, alsmede het gebruik ervan door de verteller. Het laatste hoofdstuk beschrijft opnieuw de werking van het middel op de hoofdpersoon en zijn conclusie dat hij, zoals zovelen, de gegeven kansen op een beter leven heeft verspeeld.

### Personages
- Florent-Claude Labrouste: ik-verteller, 46 jaar oud, gedesillusioneerd landbouwingenieur, werkt achtereenvolgens bij de multinational Monsanto, de regionale land- en bosbouworganisatie (DRAF) van Basse-Normandie (waar hij de export van Normandische kaas naar de VS moet promoten) en het Franse Ministerie van Landbouw.
- Aymeric d'Harcourt-Olonde: studievriend van Florent-Claude, adellijk grootgrondbezitter en herenboer op het kasteel van Olonde, leider boerenverzet, verzamelaar van aanvalsgeweren, door zijn vrouw in de steek gelaten, depressief en suïcidaal
- Kate: eerste ex-vriendin van Florent-Claude ("de laatste van mijn jeugdliefdes"), hoogbegaafd Deens advocaat, later tropisch arts, vertrokken naar Afrika
- Claire: tweede ex-vriendin van Florent-Claude, weinig succesvol actrice, alcoholiste
- Camille: derde ex-vriendin van Florent-Claude, begonnen als stagiaire bij DRAF, later dierenarts in Falaise
- Yuzu: vierde vriendin van Florent-Claude, 26-jarige Japanse, oversekst maar liefdeloos
- Dokter Lelièvre: psychiater die Florent-Claude het antidepressivum Captorix voorschrijft
- Doktor Azote: huisarts die Florent-Claude aanraadt te stoppen met Captorix en naar de hoeren te gaan

### Verhaallijn
De verteller, Florent-Claude Labrouste, is een landbouwwetenschapper die een peperduur appartement op de 29e etage van een Parijs flatgebouw bewoond, de Tour Totem in de nieuwbouwwijk Quartier de Beaugrenelle in het 15e arrondissement. Hij werkt op het Ministerie van Landbouw, waar hij het door de regering en de EU opgelegde landbouwbeleid implementeert, waardoor de Franse boeren steeds meer in de verdrukking komen. Een reductie van het aantal boeren tot de helft of een derde wordt als onvermijdelijk gezien, maar als ambtenaar moet Florent-Claude die plannen geheim houden; boeren zullen een voor een van hun percelen verdwijnen, zonder veel ruchtbaarheid. In principe staat hij sympathiek tegenover de boeren die hun traditionele methoden willen behouden, maar is niet bij machte hen te helpen, want de wet van de vrije markt regeert.

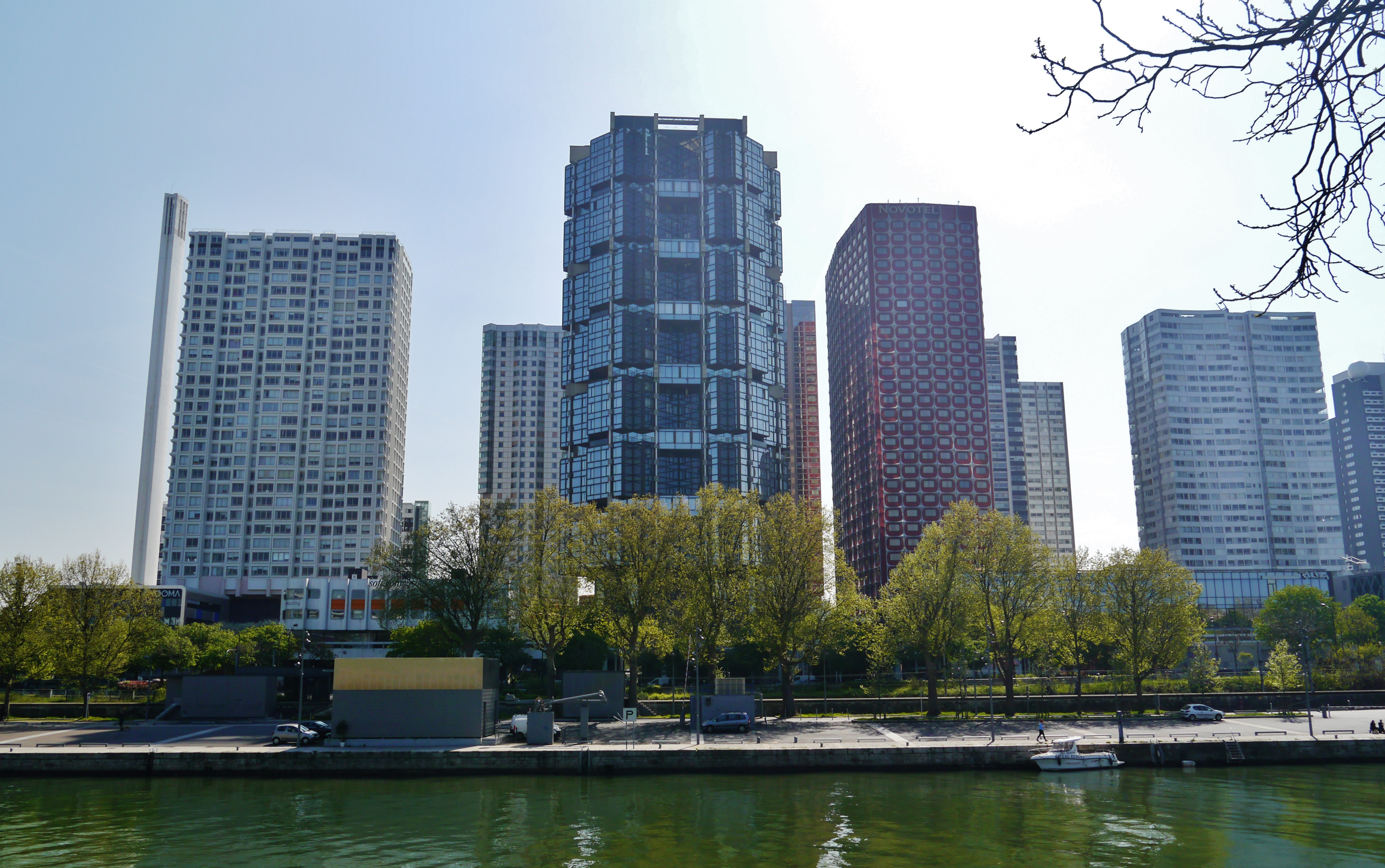
Quartier de Beaugrenelle, Parijs, met in het midden de 31 verdiepingen tellende Tour Totem, de flat van Florent-Claude Labrouste

Na het zien van een televisiedocumentaire over mensen die ervoor kiezen om te verdwijnen zonder een spoor achter te laten, verlaat Florent-Claude zijn vriendin, een jonge, nogal verwende Japanse, die verstoken is van elke genegenheid, ondanks haar seksverslaving (Florent-Claude ontdekt enkele pornovideo's waarin zij deelneemt aan gangbangs en bestialiteit). Onder valse voorwendselen zegt hij zijn baan en de huur van zijn appartement op en vlucht naar een anoniem Mercure-hotel, een van de weinige dat rokers accepteert, in een ander deel van Parijs. Elke dag maakt hij hetzelfde wandelingetje, eet in hetzelfde restaurant, winkelt in dezelfde supermarkt en kijkt dezelfde tv-programma's. Daarnaast nuttigt hij grote hoeveelheden alcohol. Na enige tijd merkt hij dat hij zich er niet meer toe kan zetten om zich behoorlijk te wassen en besluit hij een arts te raadplegen.
De psychiater Lelièvre schrijft hem het antidepressivum Captorix voor om zijn lage serotoninegehalte op te krikken. Hoewel de drug zijn libido tot vrijwel nul heeft gereduceerd, neemt Florent-Claude contact op met een van zijn ex-vriendinnen, Claire. De afspraak loopt uit op een deceptie: Claire is alcoholiste en nog dieper weggezakt dan hijzelf. Vervolgens keert hij terug naar Normandië, op zoek naar een andere ex, Camille, de liefde van zijn leven. Een bezoek op kerstavond aan Bagnoles-de-l'Orne, het geboortedorp van Camille, roept weemoedige herinneringen op en het besef dat hij nog steeds van haar houdt. Op eerste kerstdag bezoekt hij zijn oude studievriend Aymeric, die in zijn eentje in deprimerende omstandigheden een verwaarloosd kasteel bewoont. Florent-Claude neemt zijn intrek in een bungalow in het vakantiepark op het landgoed van Aymeric, waar verder alleen een Duitse kinderlokker verblijft, die door Florent-Claude wordt bespied en ontmaskerd. Van Aymeric krijgt hij schietlessen. Op het hoogtepunt van de roman blokkeren gewapende boeren een snelweg. Aymeric is een van hen en schiet zich voor het oog van de oproerpolitie door het hoofd, wat leidt tot een chaotische escalatie waarbij nog eens tien mensen om het leven komen.

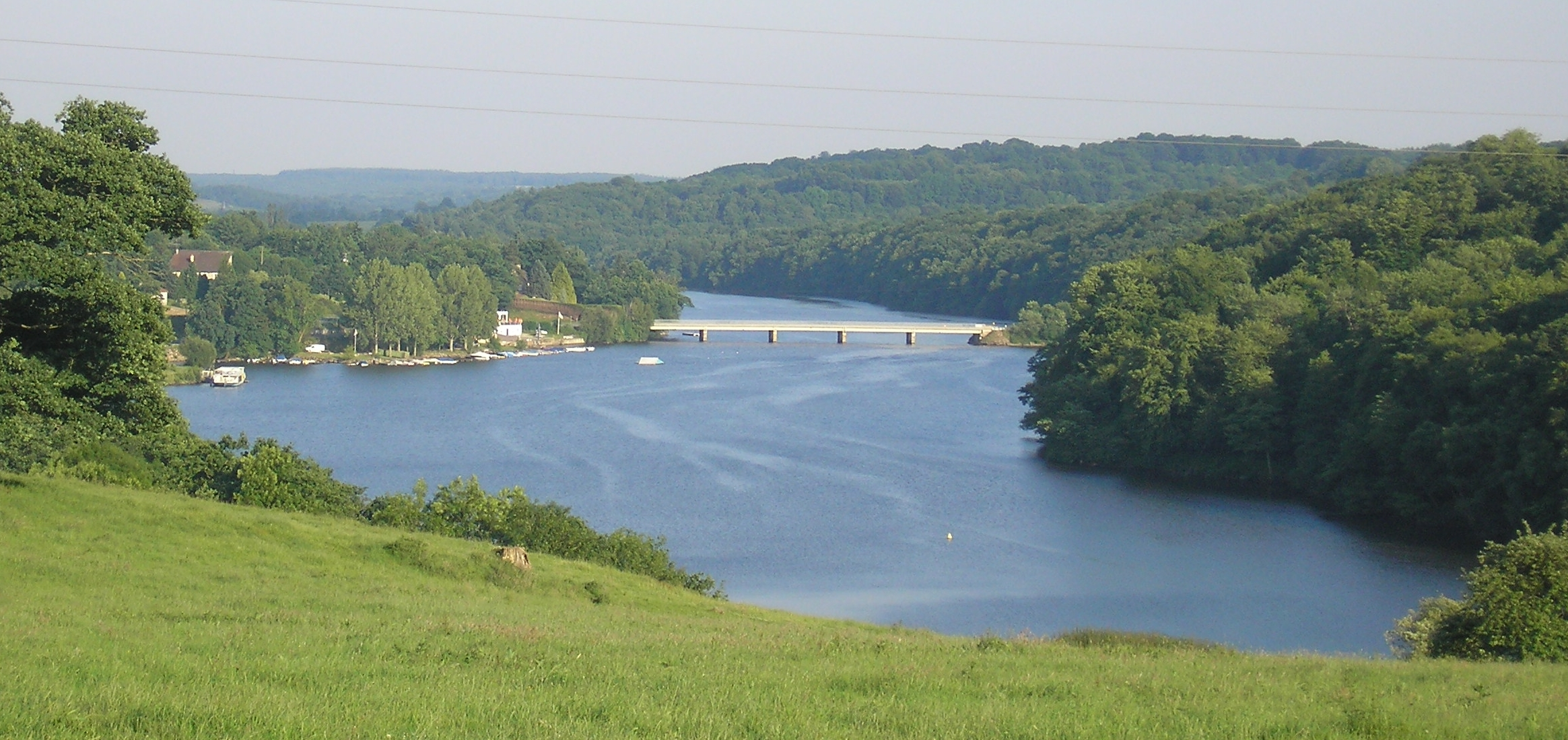
Lac de Rabodanges. Hier begluurt Florent-Claude wekenlang zijn ex-vriendin

Florent-Claude verhuist naar een andere vakantiewoning in de buurt van Falaise, de stad waar Camille een eigen dierenartspraktijk heeft. Gaandeweg verliest hij de realiteit uit het oog en raakt steeds meer geobsedeerd door Camille. Hij observeert haar in het geheim, eerst vanuit een tegenover de praktijk gelegen café, later vanuit een verlaten hotel aan het Lac de Rabodanges, waar Camille aan de overkant van het meer in een afgelegen huisje woont. Hij ontdekt dat ze een zoon van een jaar of vier heeft, die alles voor haar betekent. Aanvankelijk is hij van plan het kind neer te schieten met een van Aymerics geweren in de hoop Camilles liefde terug te winnen ("de conclusie was onontkoombaar: het was hij of ik"), maar op het moment suprême is hij niet in staat de trekker over te halen.
Uiteindelijk keert hij terug naar Parijs, waar hij opnieuw zijn intrek neemt in het Mercure-hotel. Van dokter Azote krijgt hij te horen dat zijn cortisolgehalte abnormaal hoog is ("u gaat langzaam dood van verdriet"). De arts raadt hem aan te stoppen met de Captorix en gebruik te maken van escortservices. Hij negeert het advies. Omdat het Mercure-hotel rookvrij wordt, is hij gedwongen nog één keer te verhuizen, deze keer naar een studio in een anonieme flat in een buitenwijk. Hij komt nauwelijks nog buiten en ook de televisie biedt geen soelaas meer. Hij besluit een einde aan zijn leven te maken door uit het raam te springen. Maar eerst moet zijn banksaldo op nul komen te staan.

### Thema's; citaten
- Een van de hoofdthema's van Serotonine is depressie:
  - "[...] en ik was nu al zesenveertig, ik was nooit in staat geweest richting te geven aan mijn eigen leven, kortom het leek zeer waarschijnlijk dat het tweede deel van mijn bestaan net als het eerste niets anders dan een slappe, pijnlijke neergang zou zijn" (de ik-persoon stelt zich in het eerste hoofdstuk voor aan de lezer).[4]
  - "ik had een vrouw gelukkig kunnen maken. Of nou ja, twee; ik heb verteld welke. Alles was van meet af aan duidelijk, extreem duidelijk; maar we hebben ons er niets van aangetrokken. [...] we hebben niets anders gedaan dan ons eraan conformeren, ons erdoor laten kapotmaken; en daarna, heel lang, eronder lijden" (de ik-figuur in het laatste hoofdstuk terugblikkend).[5]
- Een ander hoofdthema is de strijd van de boeren om te overleven in een vrijemarkteconomie:
  - "[ik] herinnerde me dat ik zelf ook, bijna vijftien jaar lang, altijd gelijk had gehad in mijn samenvattende notities, waarin ik het standpunt van de boeren verdedigde, [...] maar ik was maar een agronoom, een vakspecialist, en aan het eind van de rit had ik altijd het onderspit gedolven, alles was op het laatste moment altijd uitgevallen in het voordeel van de vrije markt, van de productiviteitsrace" (de ik-verteller terugkijkend op zijn loopbaan bij het Ministerie van Landbouw).[6]
- Dierenwelzijn is een neventhema:
  - "ze waren kaal en uitgemergeld, hun opperhuid was geïrriteerd en wemelde van de bloedluizen, ze leefden te midden van de rottende kadavers van hun soortgenoten en vulden elke seconde van hun korte bestaan – maximaal een jaar – kakelend van doodsangst. [...] Hoe konden mensen zoiets doen? Hoe konden ze zoiets laten gebeuren?" (de ik-figuur en Camille, nadat Camille tijdens haar stage een pluimveehouderij met driehonderdduizend legkippen heeft bezocht).[7]
- Zoals in veel romans van Michel Houellebeque is het vrouwbeeld in Serotonine vaak seksistisch:
  - "er waren heel veel kutjes, miljarden op het oppervlak van een toch niet al te grote planeet, het is verbijsterend hoeveel kutjes er zijn als je erover nadenkt" (de ik-verteller over zijn behoefte aan seks).[8]
  - "dikke slet" (door de ik-persoon meermaals gebruikte term om zijn ex-vriendin en de met een Engelse pianist weggelopen vrouw van Aymeric mee aan te duiden).[9]
- Referenties naar Nederlanders en Belgen – en andere nationaliteiten – zijn over het algemeen weinig vleiend:
  - "gek genoeg waren er geen Belgen, terwijl alles in het dorp – de architectuur van de huisjes, de indeling van de winkelcentra, het meubilair van de bars – om hun aanwezigheid leek te schreeuwen, nou ja het was echt een Belgenstek" (beschrijving van een naturistendorp in Spanje door de ik-figuur).[10]
  - "de Nederlanders waren echte hoeren, die gingen overal zomaar zitten, een ras van veeltalige, opportunistische kooplui die Nederlanders het kan niet vaak genoeg gezegd worden" (commentaar van de ik-figuur op het gedrag van Nederlanders in Spanje).[11]
  - "hoe zou een Nederlander xenofoob kunnen zijn? dat is al meteen een contradictio in terminis, Nederland is geen land, hooguit een onderneming" (commentaar van de ik-figuur op het gedrag van Nederlanders in Spanje).[12]
  - "[...] als u in België of Nederland was en om euthanasie zou vragen, met de depressie die u op uw bord hebt, dat ze u dan zonder problemen uw zin zouden geven" (dokter Azote tegen de ik-figuur).[13]
  - "de vetkwabben van de dikke Duitse pensionada's" (beschrijving door de ik-persoon van Duitse toeristen in Spanje).[14]
  - "je kunt door een Engelsman nooit echt worden geaccepteerd, de Engelsman is bijna even racistisch als de Japanner, waarvan hij in zekere zin een afgezwakte versie vormt" (commentaar van de ik-figuur op het gedrag van Engelse pensionado's in Spanje).[12]
  - "naar bed gaan met een westerling [is] voor een Japanse [...] bijna hetzelfde [...] als copuleren met een dier" (commentaar van de ik-figuur na het zien van een pornovideo van zijn vriendin met honden).[15]
- Ook op het terrein van de literatuur bevat Serotonine enkele krasse uitspraken:
  - "zo gepresenteerd klonk het allemaal best mooi, een klassiek conflict tussen liefde en/of familiale plichten (zoals een gauchist uit de jaren 1970 zou hebben geschreven), het leek haast een roman van Theodor Fontane [...] De Japanse gaf het avontuur een exotisch cachet à la Pierre Loti, of à la Victor Segalen die haal ik door elkaar" (de ik-verteller vertelt aan Claire over zijn relatie met Yuzu).[16]
  - "toch had ik in tegenstelling tot Gogol niet kunnen zeggen dat god me een bijzonder complexe natuur had gegeven. God had me volgens mij een eenvoudige, oneindig eenvoudige natuur gegeven, het was eerder de wereld om me heen die complex was geworden" (de ik-verteller tijdens het lezen van Dode Zielen).[17]
  - "Marcel Proust en Thomas Mann mochten dan [...] het hoogtepunt van de Franse en Duitse beschaving vertegenwoordigen, dat wil zeggen de meest glansrijke, diepzinnige en verfijnde beschavingen van hun tijd, toch waren ze nog altijd overgeleverd aan de genade van, en bereid zich ter aarde te werpen voor het eerste het beste vochtige jonge kutje, of de eerste de beste fier opgerichte jonge pik – afhankelijk van hun persoonlijke voorkeuren" (overdenking van de ik-persoon bij het lezen van De Toverberg, een van zijn laatste, in het boek vermelde activiteiten.[18]

## Publicatie

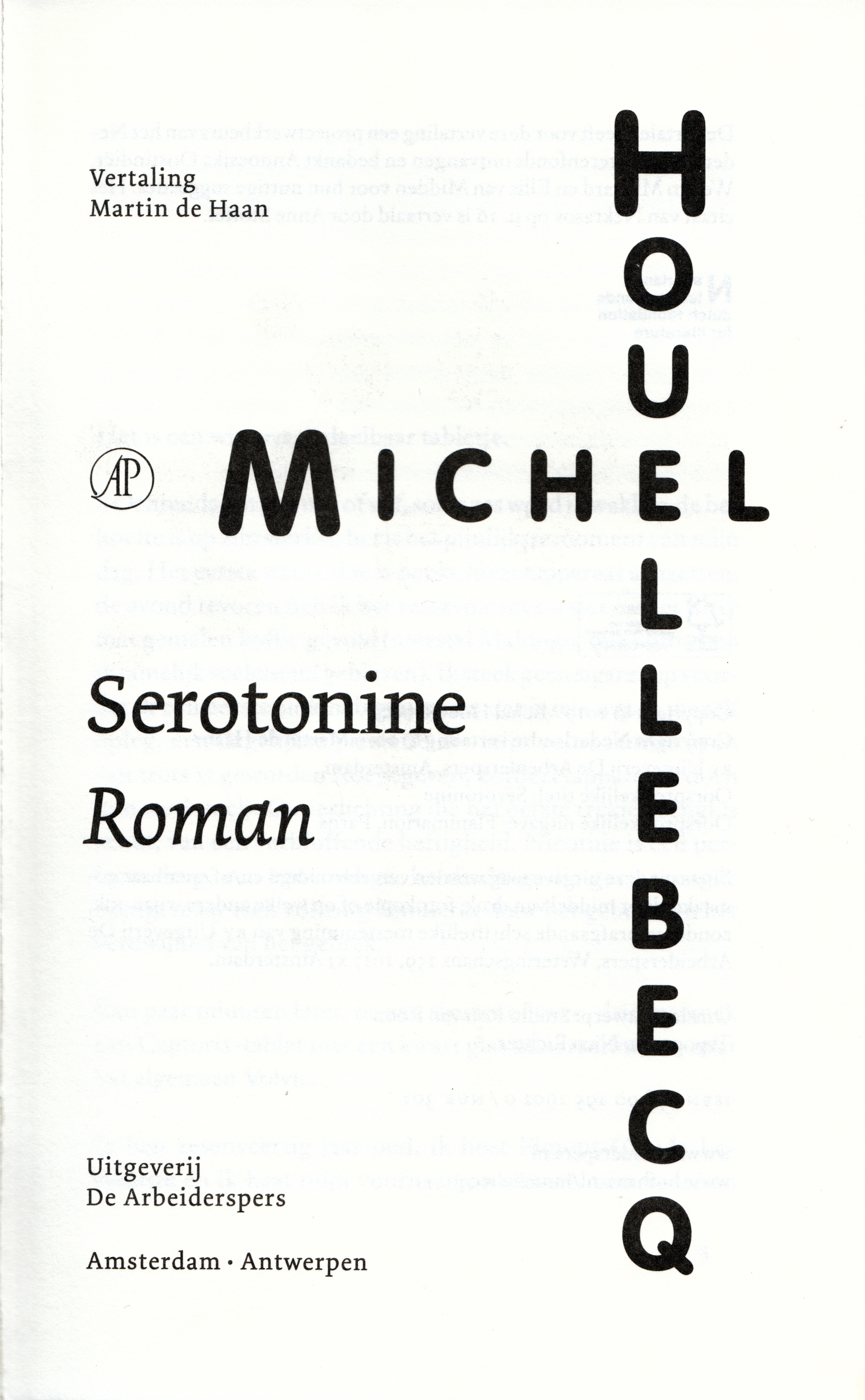
Titelpagina van de Nederlandse uitgave (2019)

Sérotonine verscheen in Frankrijk op 4 januari 2019. In de week van publicatie was het het best verkochte boek in Frankrijk. In de eerste drie dagen werden 90.000 exemplaren verkocht. De gehele eerste oplage van 320.000 exemplaren was na ruim een maand uitverkocht. In juli 2019 waren 470.000 boeken verkocht. De Nederlandse vertaling door Martin de Haan verscheen op 21 maart 2019 bij De Arbeiderspers. Voor de vertaling stelde het Nederlands Letterenfonds een projectwerkbeurs ter beschikking. Het boek stond in Nederland tien weken in de Bestseller 60, met als hoogste notering de vijfde positie. De in september 2019 verschenen Engelse vertaling door Shaun Whiteside stond in 2020 op de longlist van de International Booker Prize.
| Boeken met noteringen in de Nederlandse Bestseller 60 | Jaar van verschijnen | Datum van binnenkomst | Hoogste positie | Aantal weken | Opmerkingen |
| ----------------------------------------------------- | -------------------- | --------------------- | --------------- | ------------ | ----------- |
| Serotonine                                            | 2019                 | 27-03-2019            | 5               | 10           |             |

### Uitgaven (selectie)
- (fr)  Michel Houellebecq: Sérotonine. Uitgever: Flammarion (originele uitgave: 4 januari 2019)
- (de)  Michel Houellebecq & Stephan Kleiner (vertaler): Serotonin. Dumont Buchverlag (7 januari 2019)
- (es)  Michel Houellebecq & Jaime Zulaika (vertaler): Serotonina. Anagrama (9 januari 2019)
- (it)  Michel Houellebecq & Vincenzo Vega (vertaler): Serotonina. La nave di Teseo (10 januari 2019)
- (nl)  Michel Houellebecq & Martin de Haan (vertaler): Serotonine. De Arbeiderspers (21 maart 2019)
- (pt)  Michel Houellebecq & Valério Romão (vertaler): Serotonina. Alfaguara Portugal (mei 2019)
- (ja)  Michel Houellebecq & Ryoko Sekiguchi (vertaler): セロトニン. Kawade Shobo Shinsha (26 september 2019)
- (en)  Michel Houellebecq & Shaun Whiteside (vertaler): Serotonin. Britse uitgever: William Heinemann (26 september 2019)
- (en)  Michel Houellebecq & Shaun Whiteside (vertaler): Serotonin. Amerikaanse uitgever: Farrar, Straus and Giroux (19 november 2019)
- (ru)  Michel Houellebecq & Marija Zonina (vertaler): Серотонин. Corpus (2019)
- (zh)  Michel Houellebecq & Jin Longge (vertaler): 血清素. Shanghai Translation Publishers (juli 2022)[20]

### Ontvangst
- De Franstalige pers reageerde verdeeld op Sérotonine. Het veel gelezen dagblad Le Parisien noemde het "zijn beste boek" en "visionair". Le Monde noemde het "een poëtische roman die de polemiek laat varen en de deur naar de liefde openzet".[21] De recensent van de van oorsprong katholieke krant La Croix vroeg zich af of Houellebecq bezig was zich te ontwikkelen "als cynisch voyeur of als moralist, als opportunist of als spotter". Het gematigd rechtse weekblad Le Point sprak van een "bij uitstek romantische roman", maar ook "een donker en aangrijpend boek". Het boekenblad La république des livres was minder positief: "Het is geschreven zonder genialiteit en zonder diepgang, ondanks pogingen tot een berekend effect waarvan de herhaling saai is". Als reactie op de beschrijving (door de ik-verteller) van Niort als "de lelijkste stad die ik ooit heb gezien"[22] stuurde de burgemeester van die stad wat lokaal gekweekte engelwortel naar de uitgever van Houellebecq in de hoop dat dat de sombere schrijver wat zou opvrolijken.[23]
- De Nederlandstalige kritieken waren overwegend positief. Margot Dijkgraaf schreef in NRC Handelsblad: "De protesten die Houellebecq in zijn recente roman met vooruitziende blik verbeeldt, zijn nog vele malen grimmiger dan die van de gele hesjes die we de afgelopen weken daadwerkelijk in Frankrijk zagen. [...] Het is maar één van de actuele elementen uit Houellebecqs nieuwe indrukwekkende roman."[24] Luuk van Middelaar, in dezelfde krant, noemde het boek echter "een agressief gebaar van nieuwrechts zelfmedelijden".[21] Wilma de Rek gaf de roman in de Volkskrant vijf sterren en beschreef het als "een schitterende liefdesroman [...] voor wie de moeite neemt door het kinderachtige seksisme heen te kijken".[25] Dirk Leyman vroeg zich in De Morgen af of de roman een "herhaling van zetten of een onmisbaar meesterwerk" was en gaf het boek drie sterren.[26] Steffie Van Neste noemde Serotonine op het literaire platform De Reactor "zijn donkerste roman" waarin Houellebecq "de lezer concreet [laat] ervaren hoe een depressie kan voelen".[27] Cyrille Offermans, die toegaf geen Houellebecq-bewonderaar te zijn, sprak van "lamlendige oude-mannenontboezemingen", geschreven "in een stijlloze, armzalige folderstijl" en "in dezelfde fantasieloze bewoordingen als in de eerdere boeken".[28]
- De Britse arts, polemist en schrijver Theodore Dalrymple merkte in zijn recensie op dat er op elke pagina galgenhumor te vinden is, en dat de gehangene de westerse beschaving betreft.[29]